# United Buddy Bears

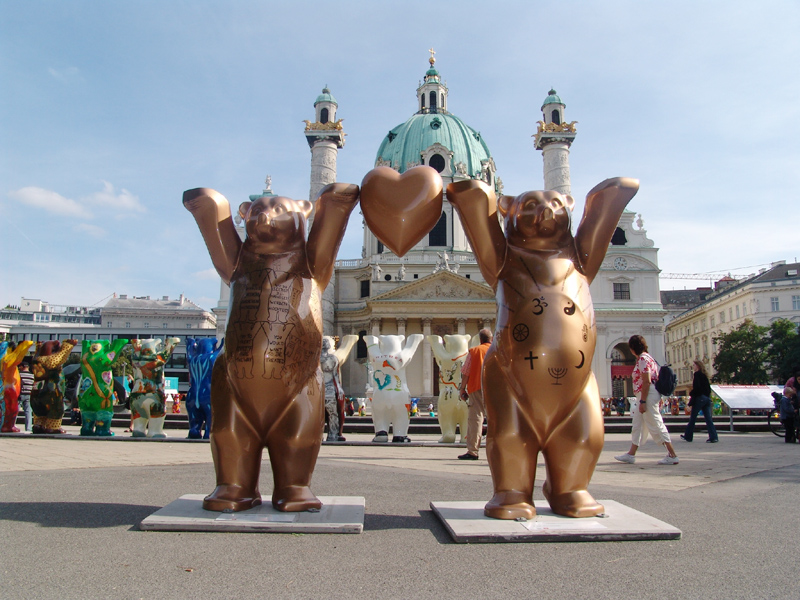
Egyesült Buddy Medvék -
Bécs 2006

A United Buddy Bears (Egyesült Buddy Medvék) kiállítás egy olyan nemzetközi művészeti projekt, melyben eddig több mint 150 különböző ország 280 művésze vett részt.
A United Buddy Bears a «Jobban meg kell ismernünk egymást, hogy jobban megértsük egymást, jobban megbízzunk egymásban és jobban együtt tudjunk élni» üzenettel járja be a világot, a békés egymás mellett élést hirdetve. A kereken 150 medve (melyek mindegyike 2 méter magas) az Egyesült Nemzetek által elismert országokat képviseli – számszerűen is. 2002. évi berlini első kiállításuk óta világszerte több mint 45 millió látogató csodálta meg a medvéket.
Az időközben világhírűvé vált kiállítás 2003-ban másodszor volt látható Berlinben, és Sir Peter Ustinov színész és UNICEF-nagykövet nyitotta meg. A népeket összekötő projektet 2004 óta Hongkongban (Jackie Chan védnöksége alatt), Isztambulban, Tokióban, Szöulban, Sydneyben, Bécsben, Kairóban, Jeruzsálemben, Varsóban, Stuttgartban, Phenjanban, Buenos Airesben, Montevideóban, Asztanában, Helsinkiben, Szófiában, Kuala Lumpurban, Delhiben, Szentpéterváron, Párizsban, Rio de Janeiro, Havannában, Santiago de Chile, Pinang, Berlinben, Riga, Guatemalaváros és Ljubljana mutatták be. A kiállítás mindenhol ingyenes, hogy iskolás osztályok is látogathassák. A jövőben számos további városra kerül sor: többek között Budapesten, Madridban és Zürichben terveznek kiállítást.

## A küldetés
A Buddy medvék békésen, kéz-a-kézben állnak egymás mellett, és a népek, kultúrák és vallások közti toleranciát és megértést hirdetik. A United Buddy Bears csoport felállása minden kiállítás, minden ország esetén más és más. A változás oka nem csak a helyi körülményekben keresendő, hanem a medvék felállításának különböző sorrendjében is. Ezt a sorrendet az adott vendéglátó ország szabja meg. Ezáltal politikai szempontból érdekes elhelyezések és összeállítások jönnek létre:
- A 2007-es jeruzsálemi kiállításon az iraki és az iráni medve állt az izraeli szomszédságában, így továbbítva a tolerancia és béke üzenetét.
- A 2005-ös szöuli kiállításon Dél- és Észak-Korea először állt békésen, kéz-a-kézben egymás mellett szinte 50 év eltelte után.
- 2007 óta Palesztina is egyenjogúként szerepel a 150 ország között.
- 2008 októberében Phenjanban igen figyelemre méltó kiállításra került sor, bár csak 18 kiállított medve volt itt látható.

## Művészet és kultúra
Minden medvét az adott nemzet egy-egy művésze egyénileg alkotott meg. A nemzetközi művészek különböző stílusirányzatainak vidám sokasága egyetlen, életörömöt árasztó művé kapcsolódik össze. A medvék sokszínű, nemzeti karakterrel rendelkező megformálásának köszönhetően a kiállítás látogatói föld körüli utazáson vehetnek részt.
A művészek különböző technikák alkalmazásával hívják fel a figyelmet medvéikre. A látogatók olyan kis államokkal is megismerkedhetnek, melyek általában nem kerülnek a figyelem középpontjába.

## Jótékony cél
A Buddy medvék és a szükséget szenvedő gyermekeknek nyújtott segítség elválaszthatatlan egységet képez. Adományokból és a Buddy medvék elárverezéséből eddig (2023 augusztusáig) 2,5 millió euró gyűlt össze az UNICEF és helyi gyermeksegély-szervezetek javára. Gyakran előfordult, hogy egy új United Buddy medve keletkezik felváltva az adott ország korábbi példányát. Egyes országok már a harmadik vagy negyedik medvével képviseltetik magukat, egykori medvéik pedig árverezésre kerülnek.
Magyarország első medvéjét is, melyet Radák Eszter festett be, elárverezték már az UNICEF javára. A második magyar United Buddy medvét Lieber Sala Gyöngyi magyar művésznő alkotta meg.

### Jackie Chan és a berlini medvék
Jackie Chan 2003-ban a 80 nap alatt a Föld körül című film forgatásakor több hetet Berlinben töltött. Ez alatt az idő alatt beleszeretett a berlini medvékbe, és aktív szerepet vállalt abban, hogy a békésebb világot hirdető United Buddy medvék 2004-ben Hongkongba is elérkeztek, ahol a Viktoria parkban mutatták be őket. A kiállítás megnyitóján Jackie Chan összesen 4,14 millió HKD összegű csekket nyújtott át az UNICEF-nek, illetve két további gyermeksegély-szervezetnek.

### Peter Ustinov
Ustinov 2002-ben egy UNICEF-misszió keretében Berlinben látogatta meg az első United Buddy Bears-kiállítást. Egy évre rá védnökként nyitotta meg a második kiállítást, ugyancsak Berlinben.

## Galéria

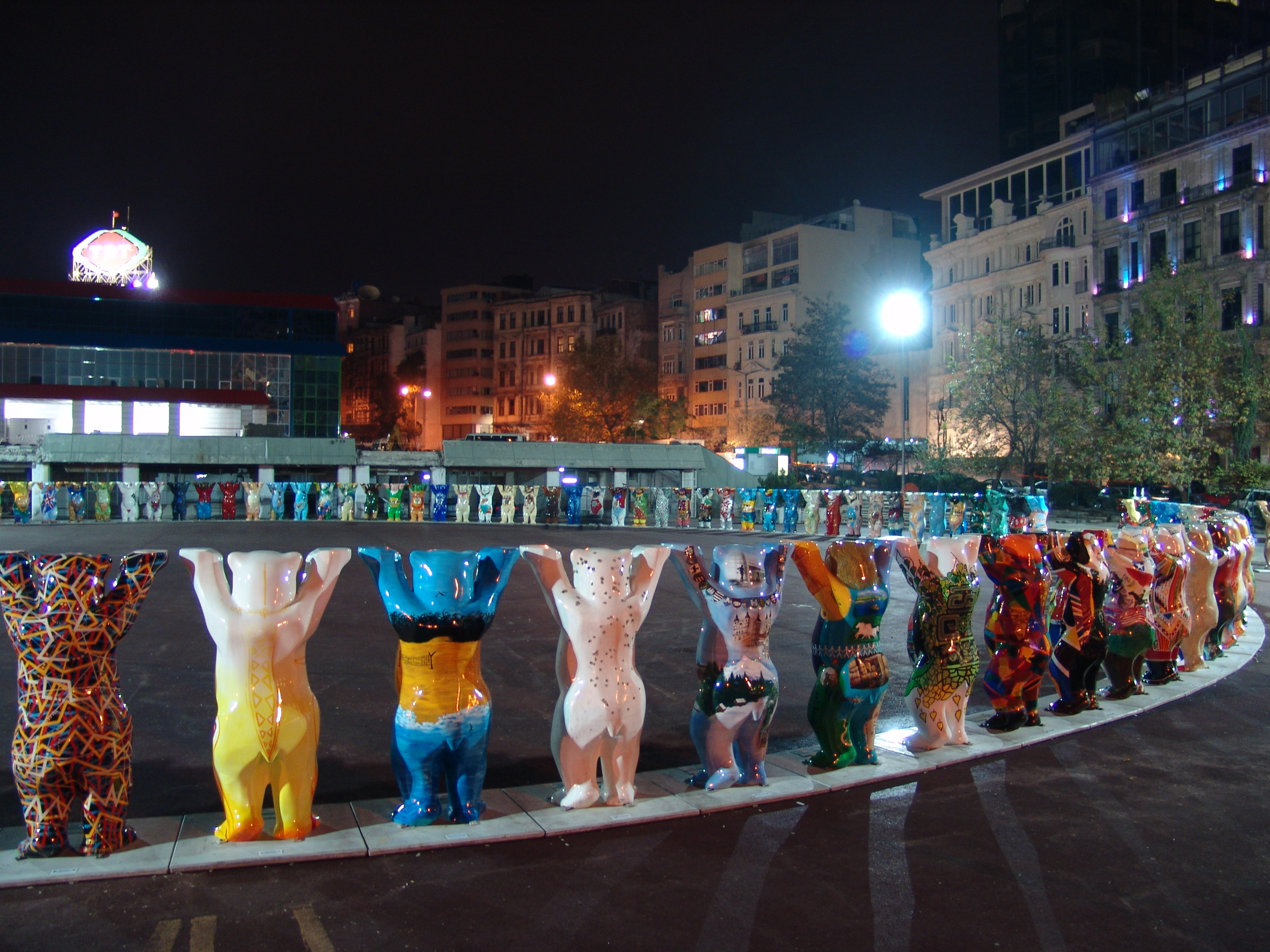
Isztambulban 2004/05
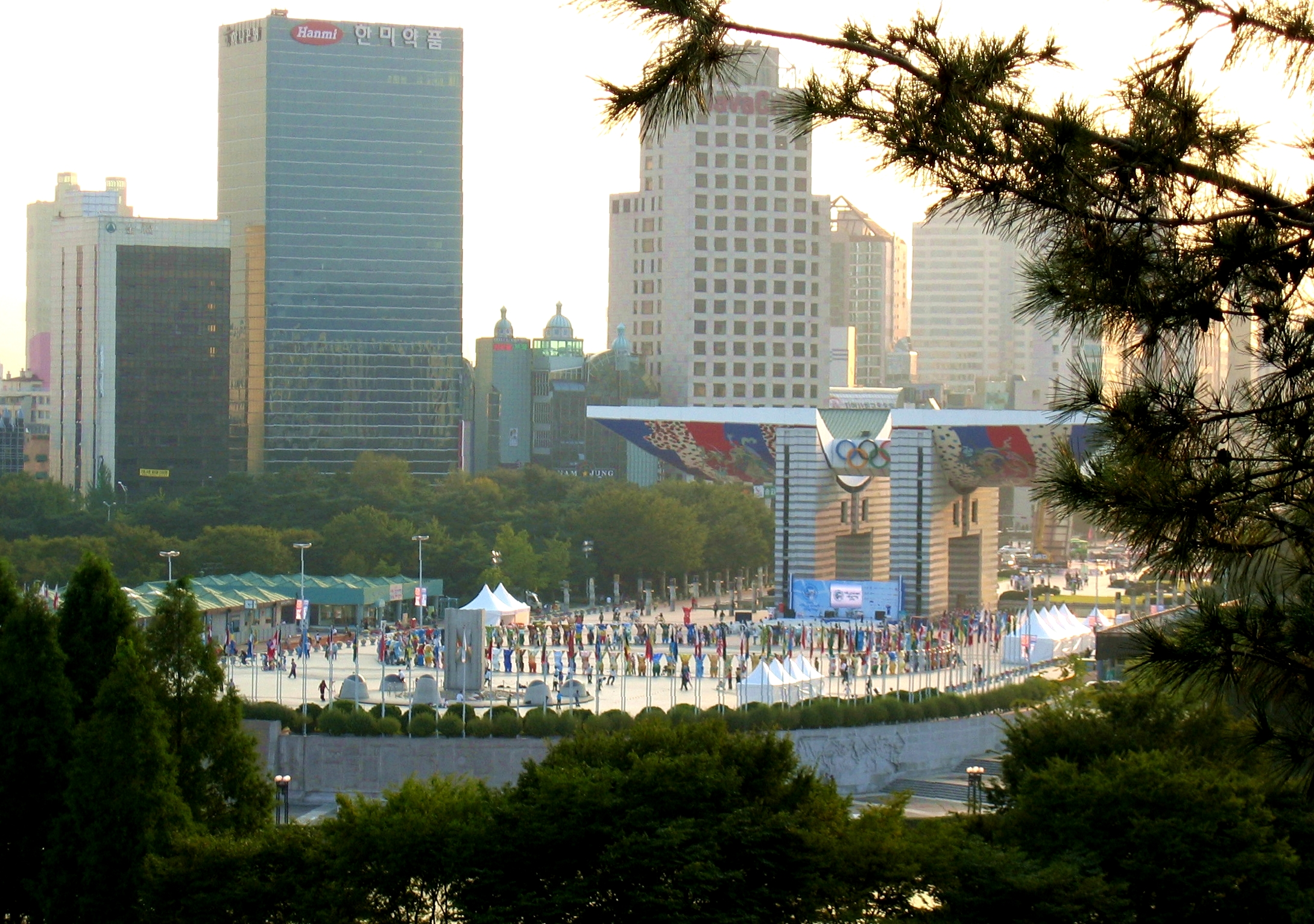
Szöulban 2005
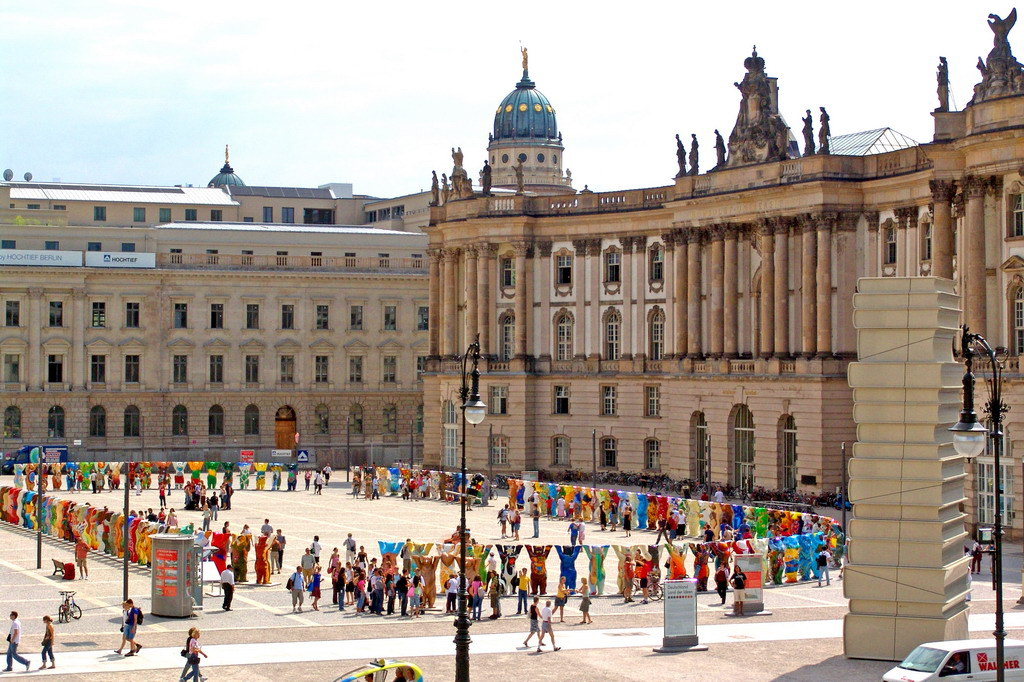
Berlinben 2006
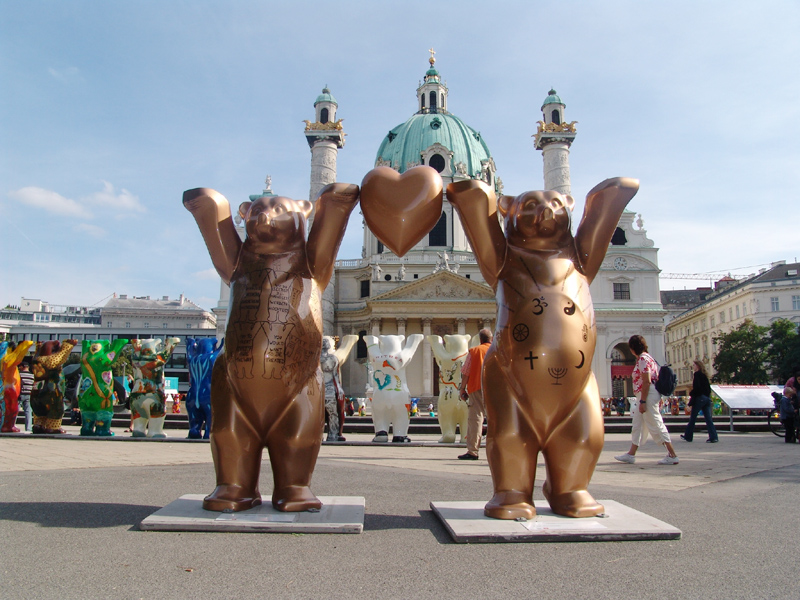
Bécsben 2006
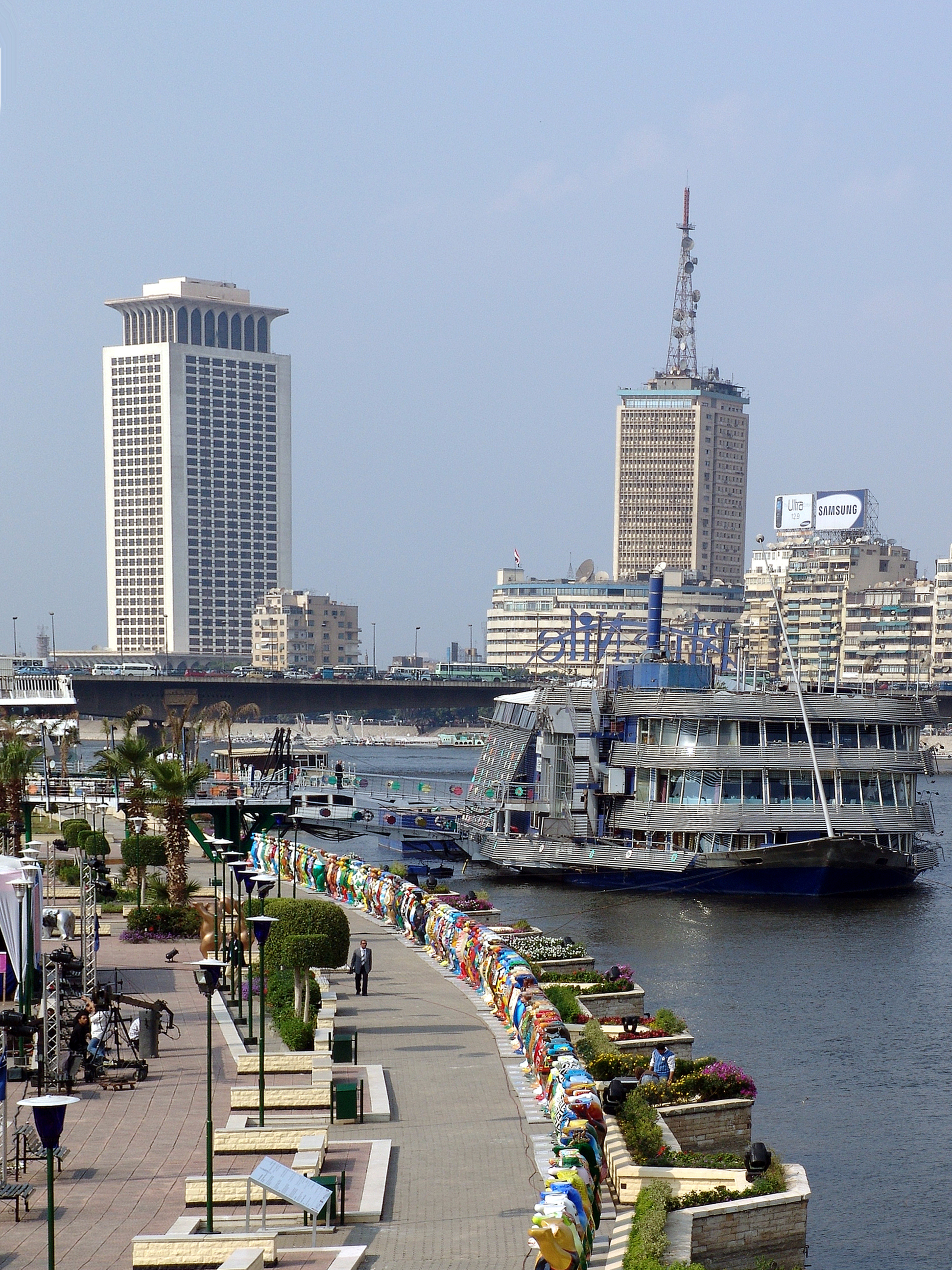
Kairóban 2007
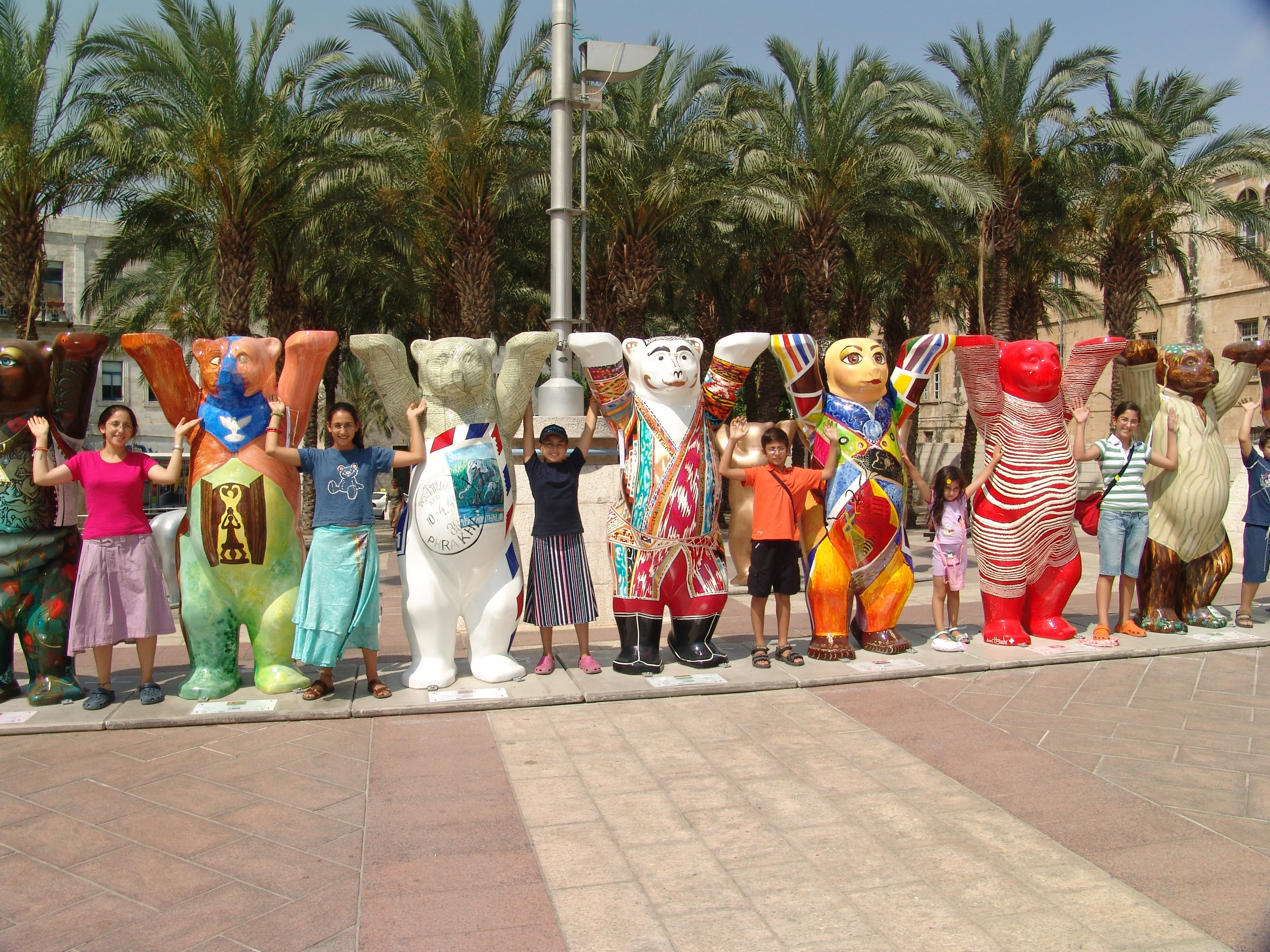
Jeruzsálem 2007
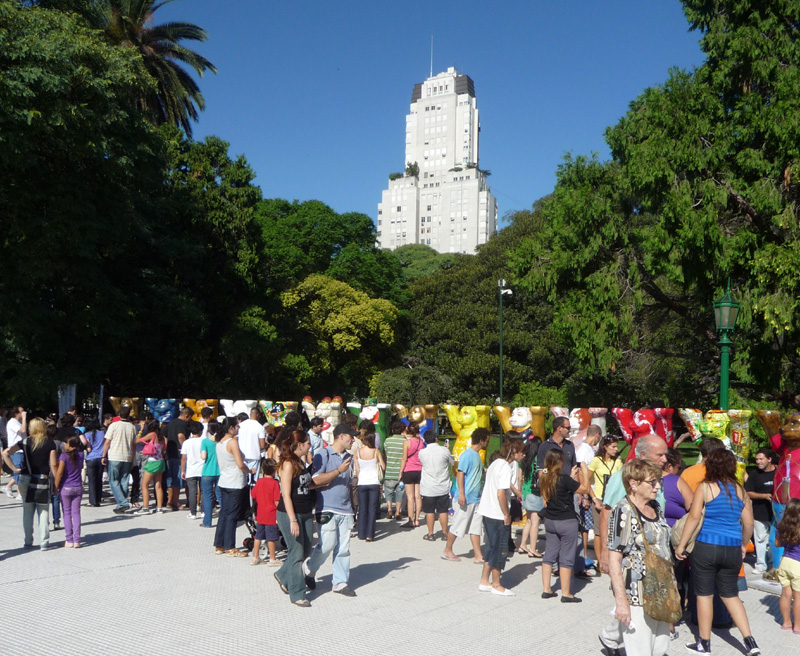
Buenos Airesben 2009
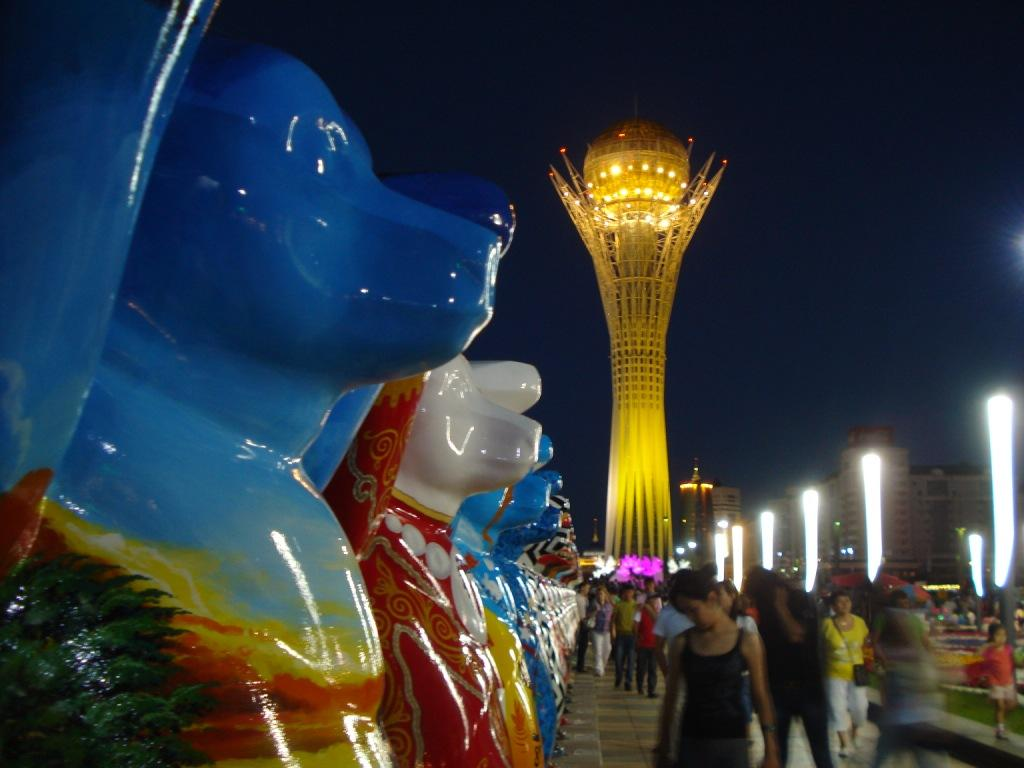
Asztanában 2010
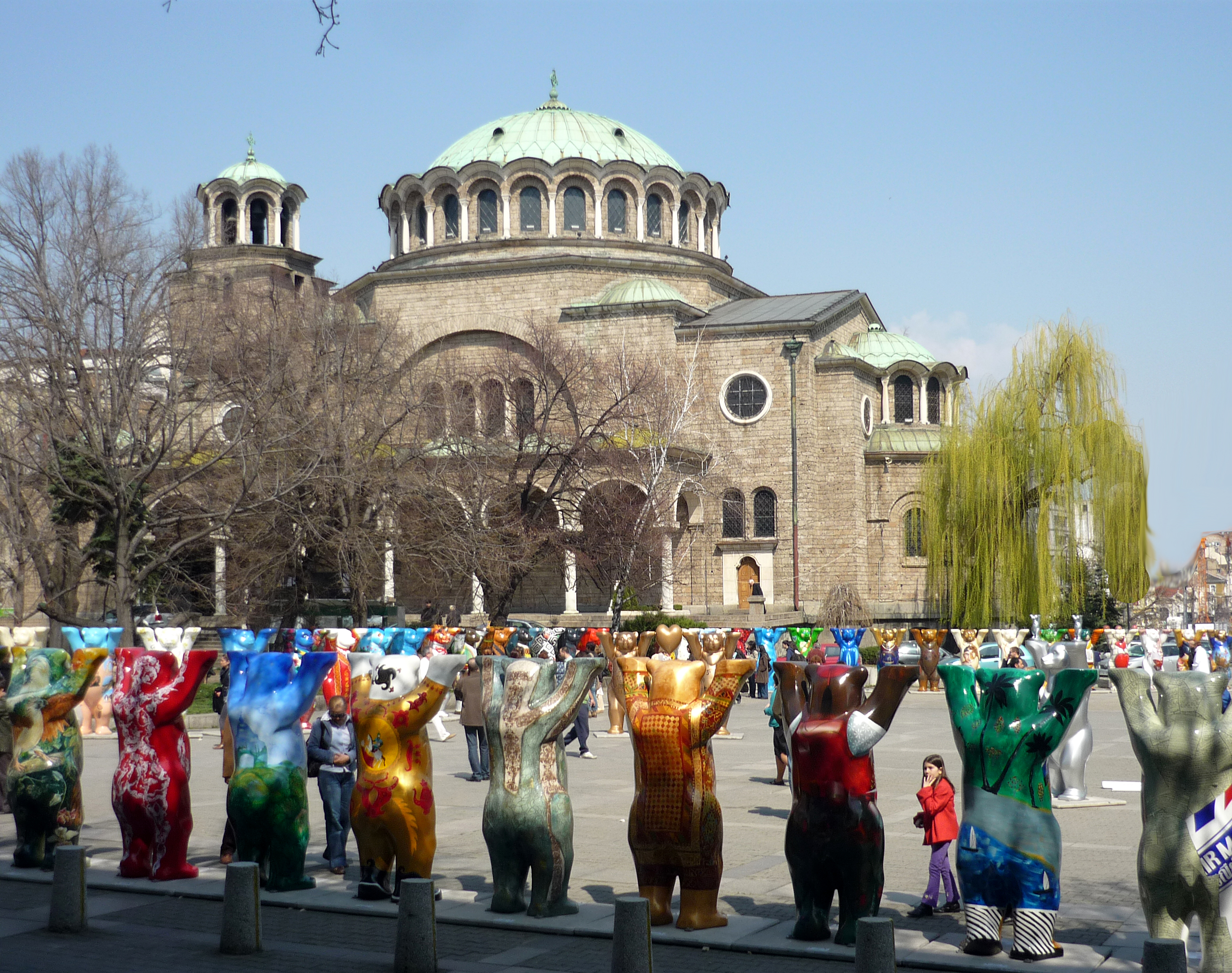
Szófiában 2011
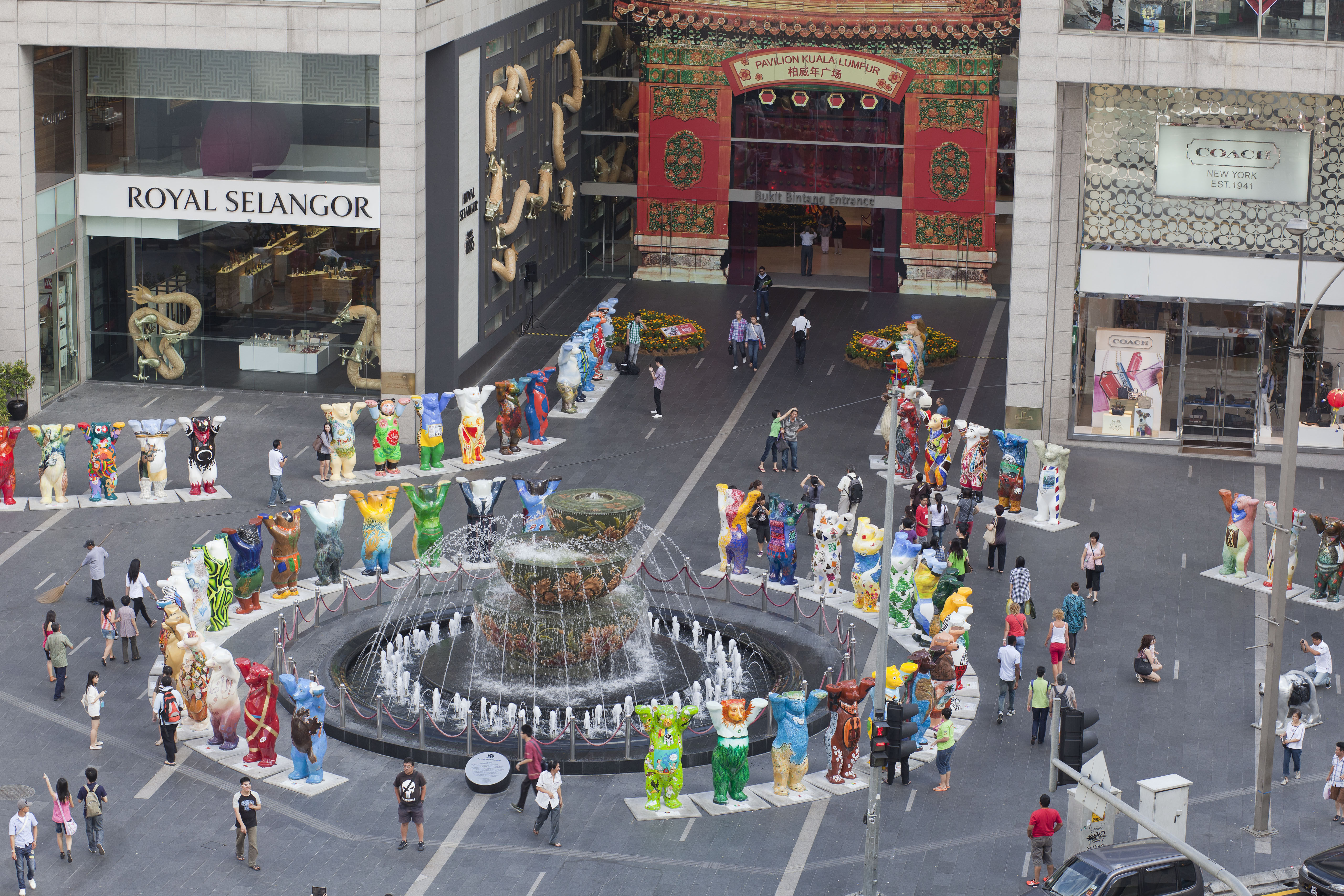
Kuala Lumpurban 2012
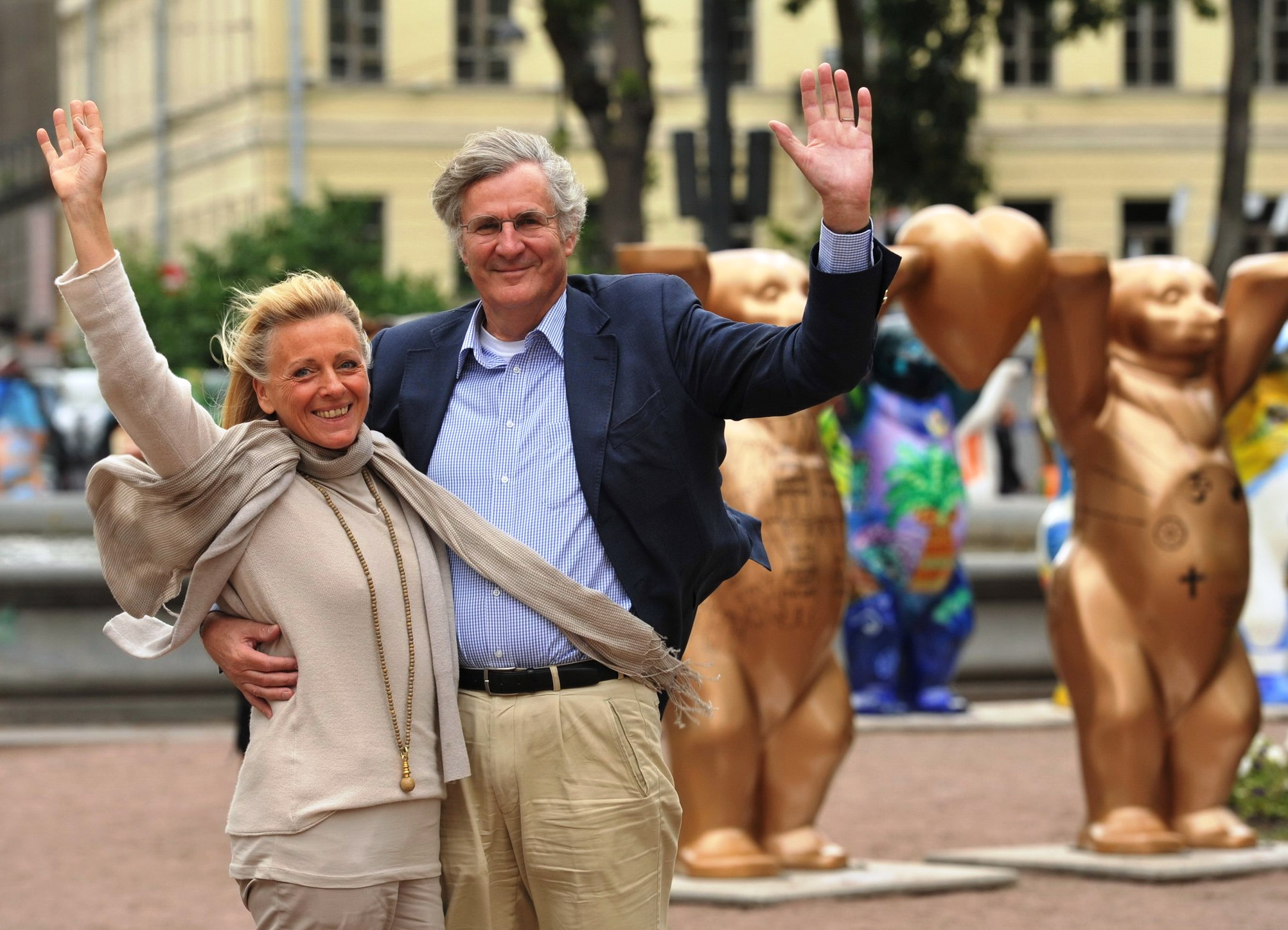
Szentpétervár 2012, Eva + Klaus Herlitz.
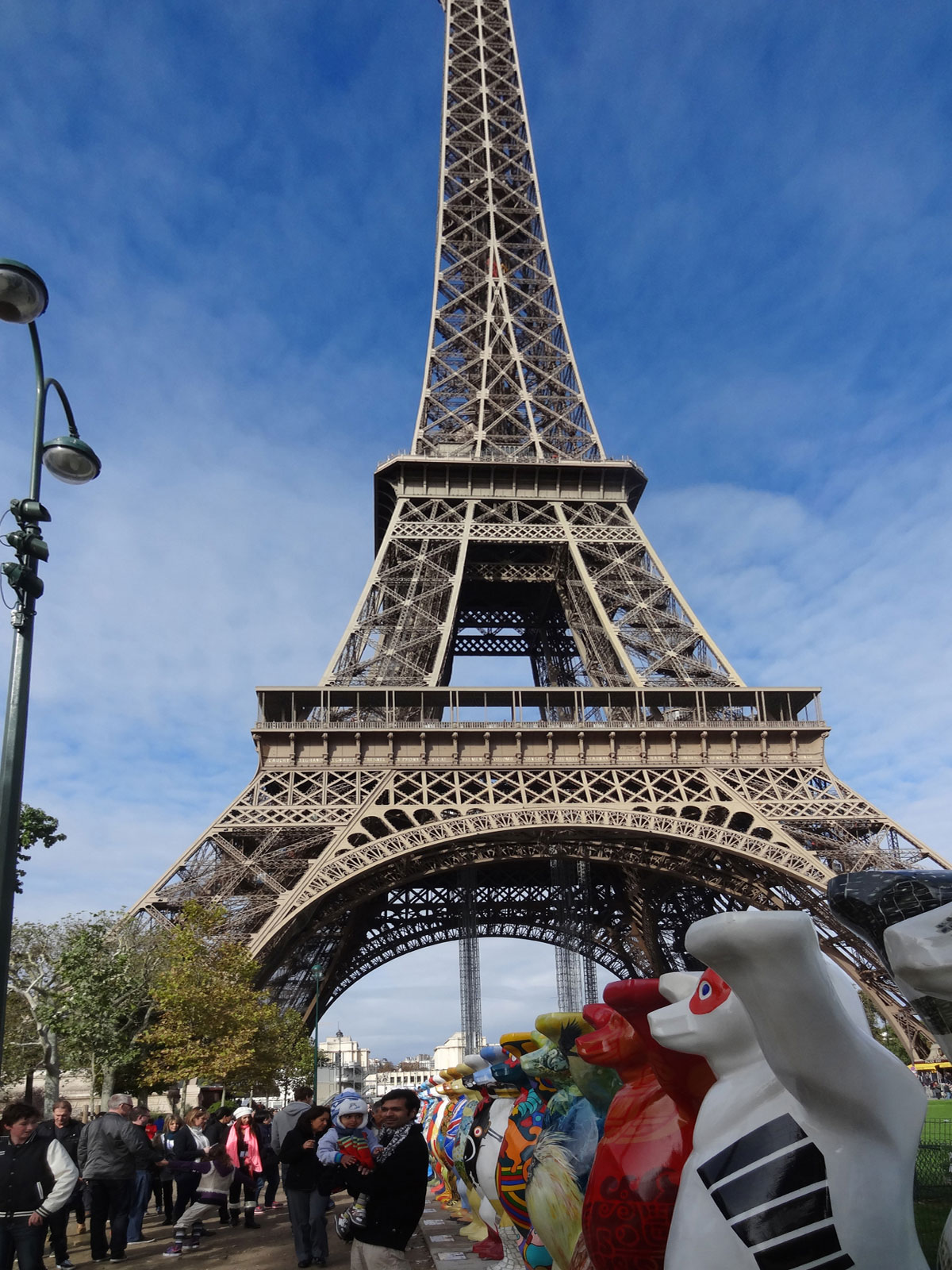
Párizsban 2013
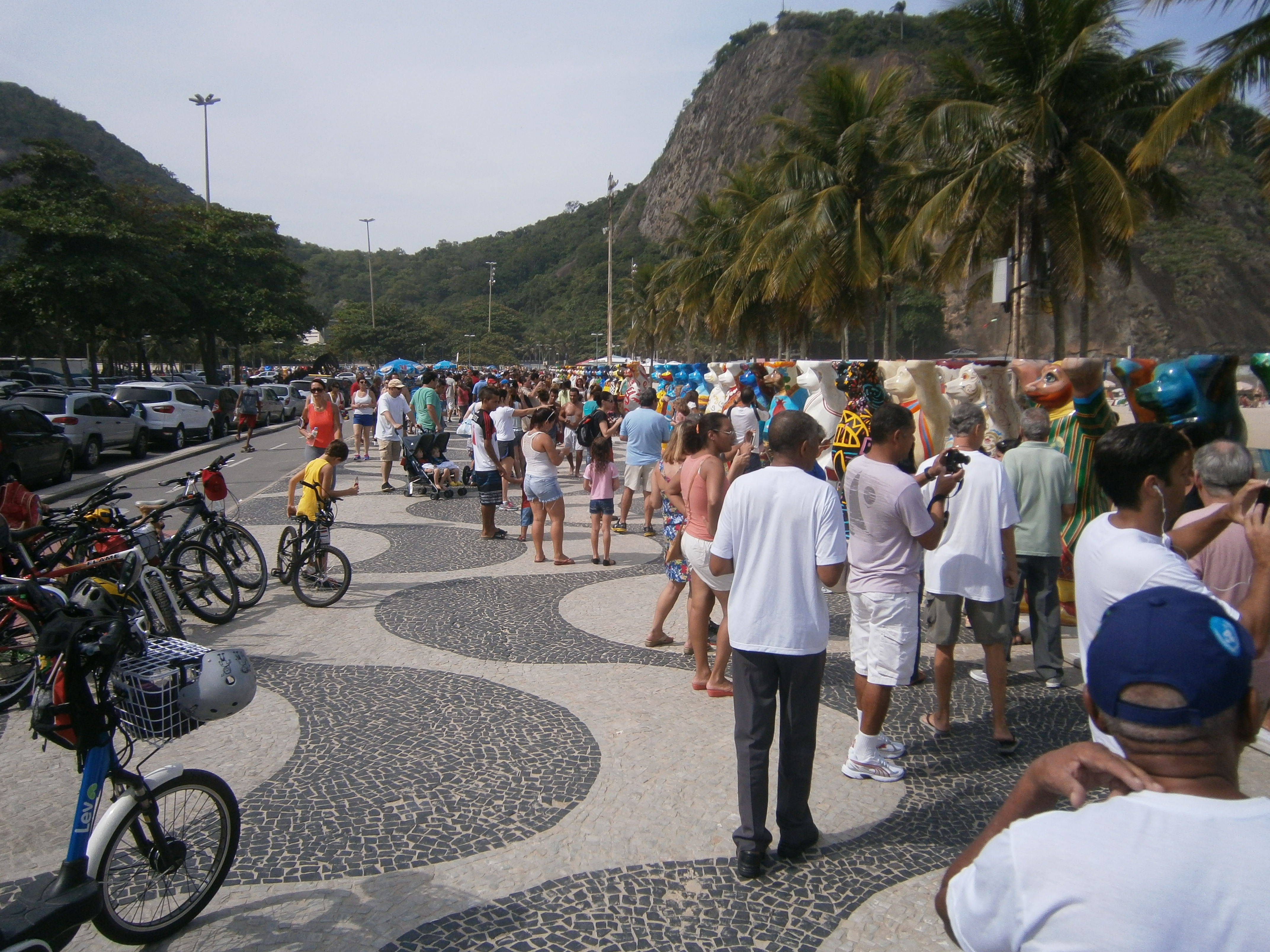
Rio de Janeiro Copacabana 2014
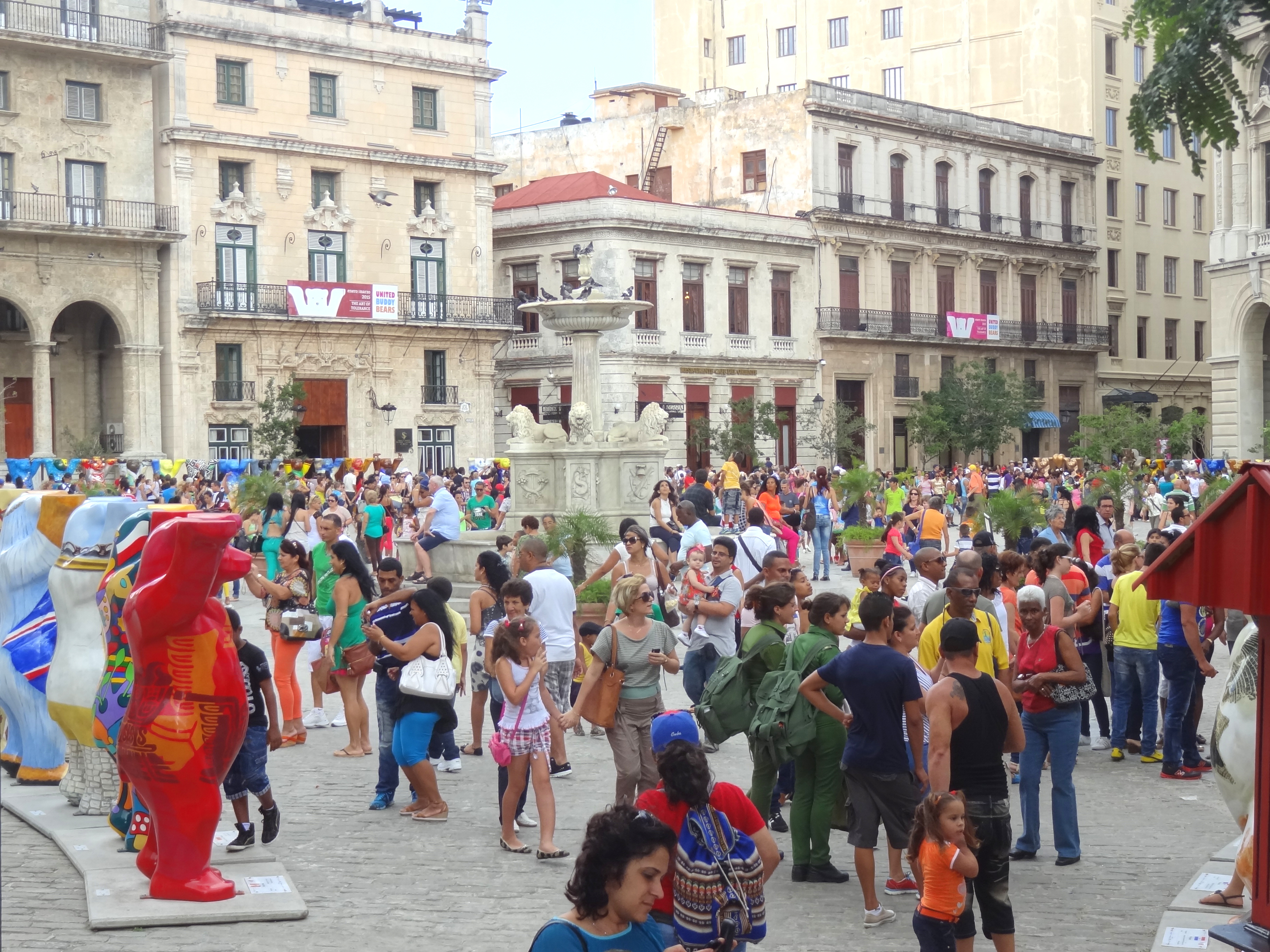
Havannaban 2015
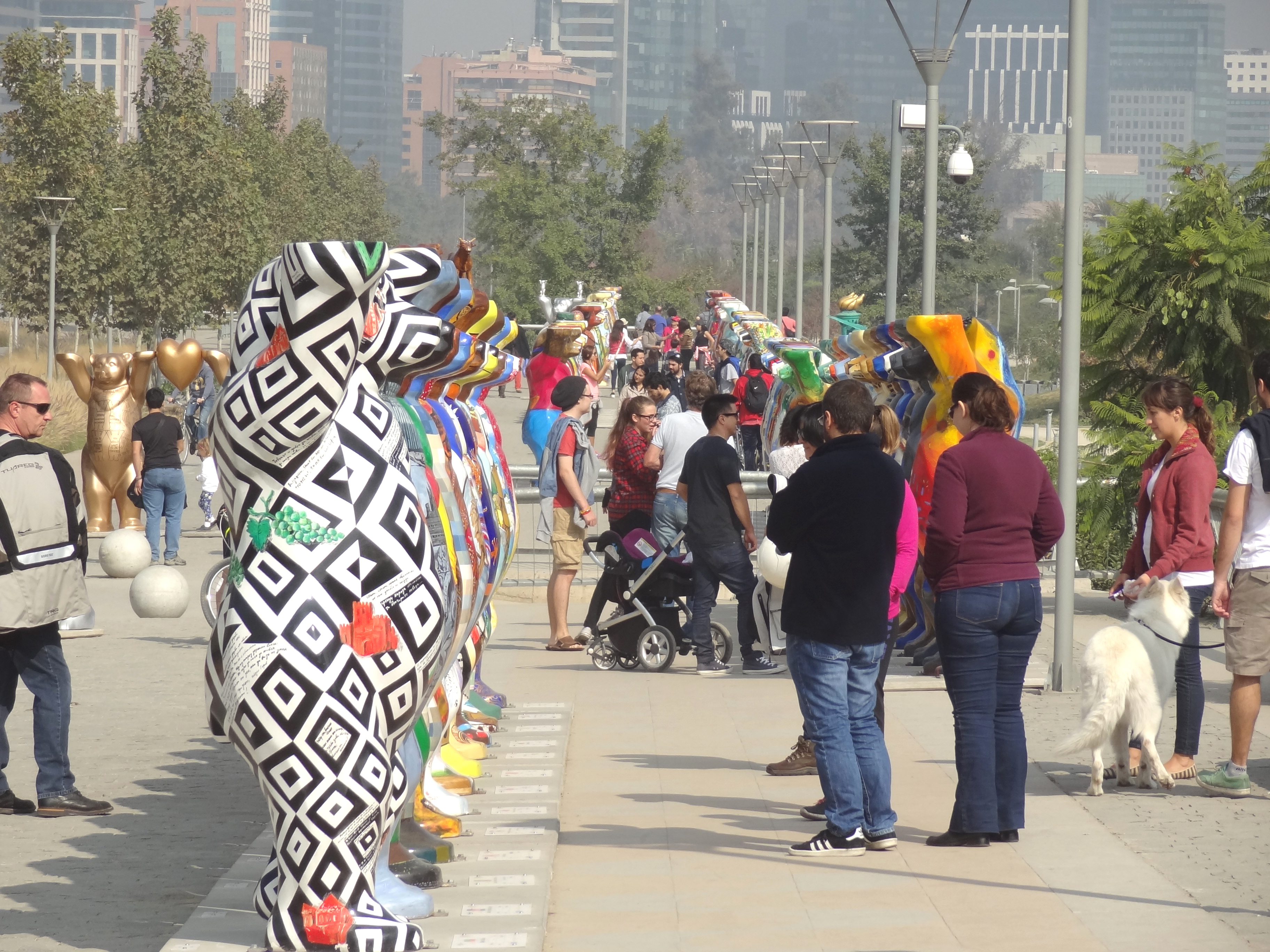
Santiago de Chile 2015
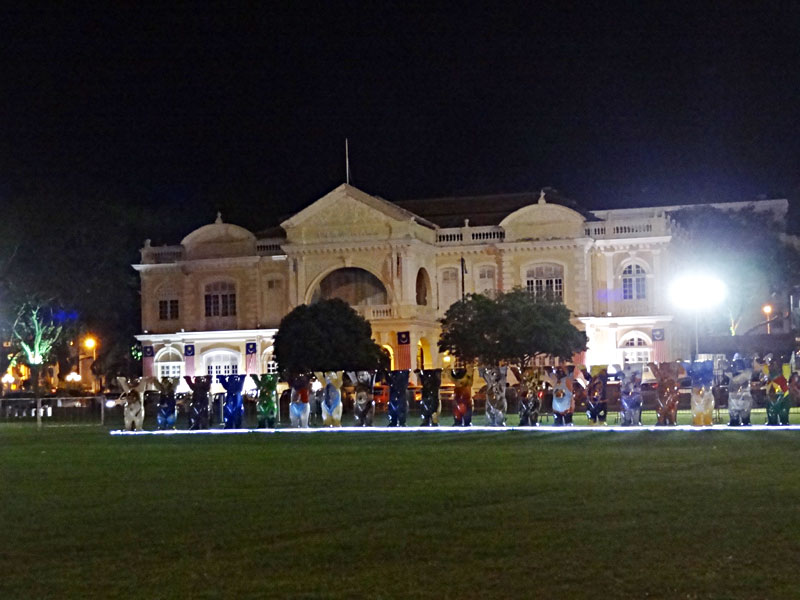
Penang 2016
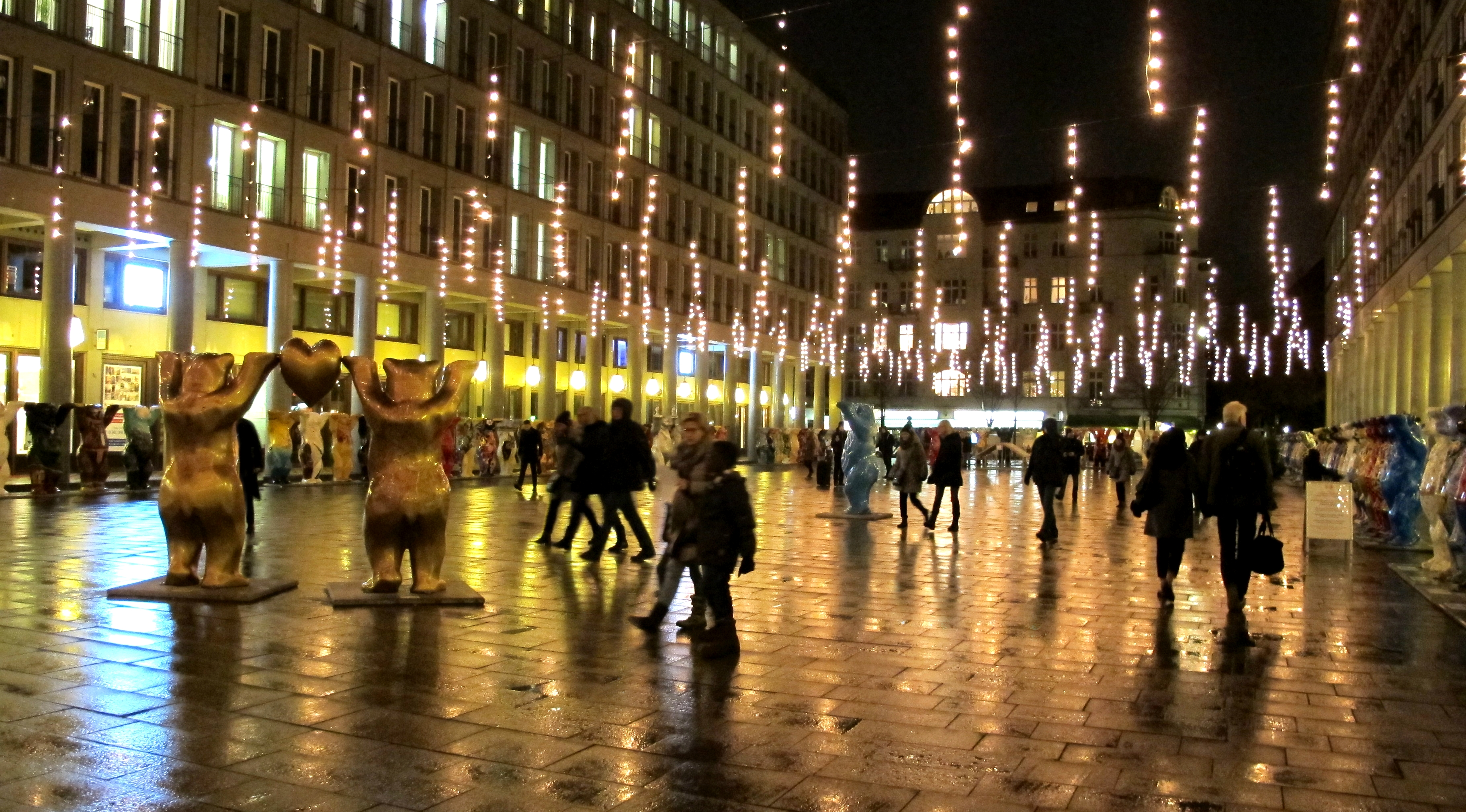
Berlinben 2017/2018
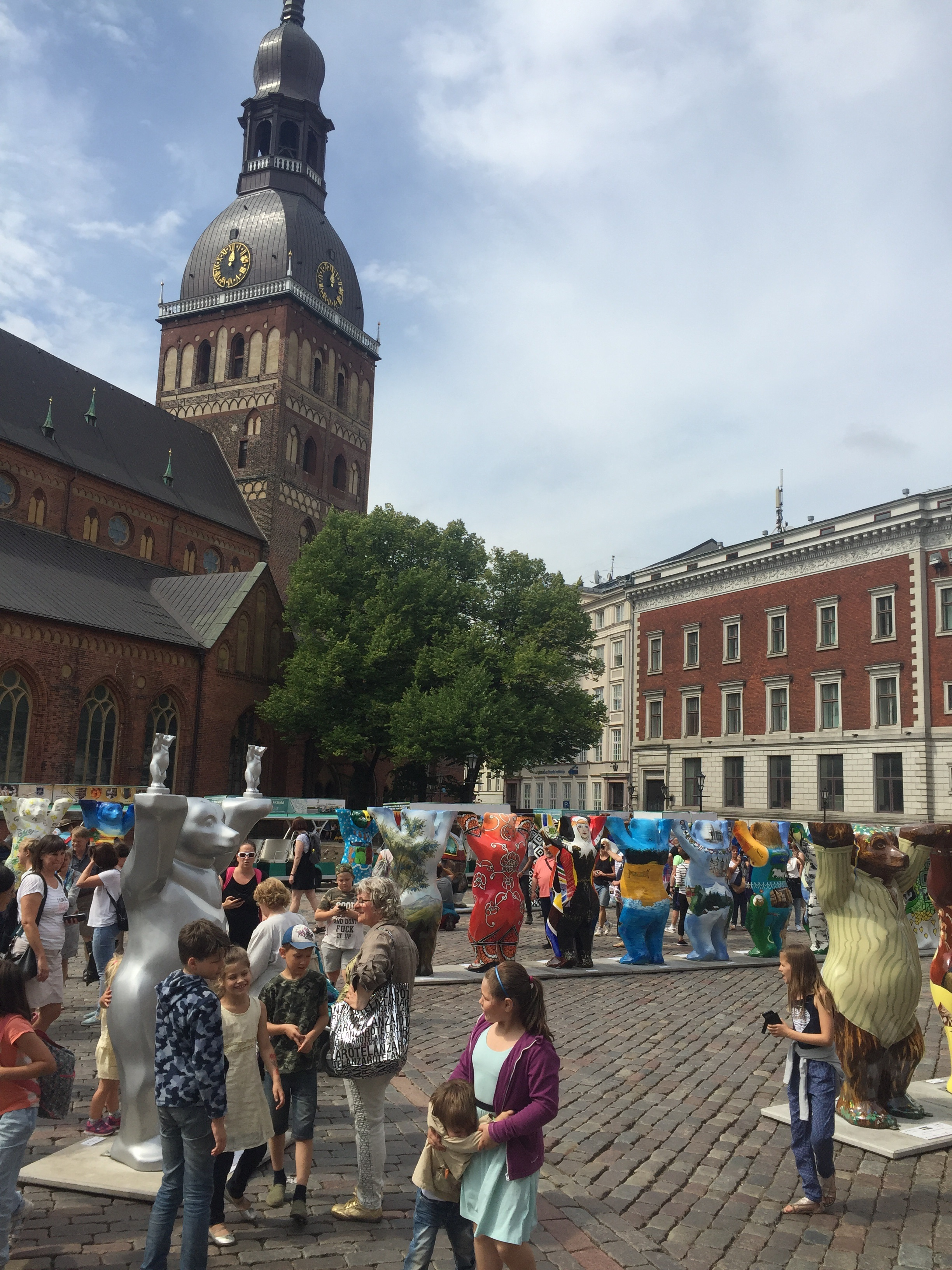
Riga 2018
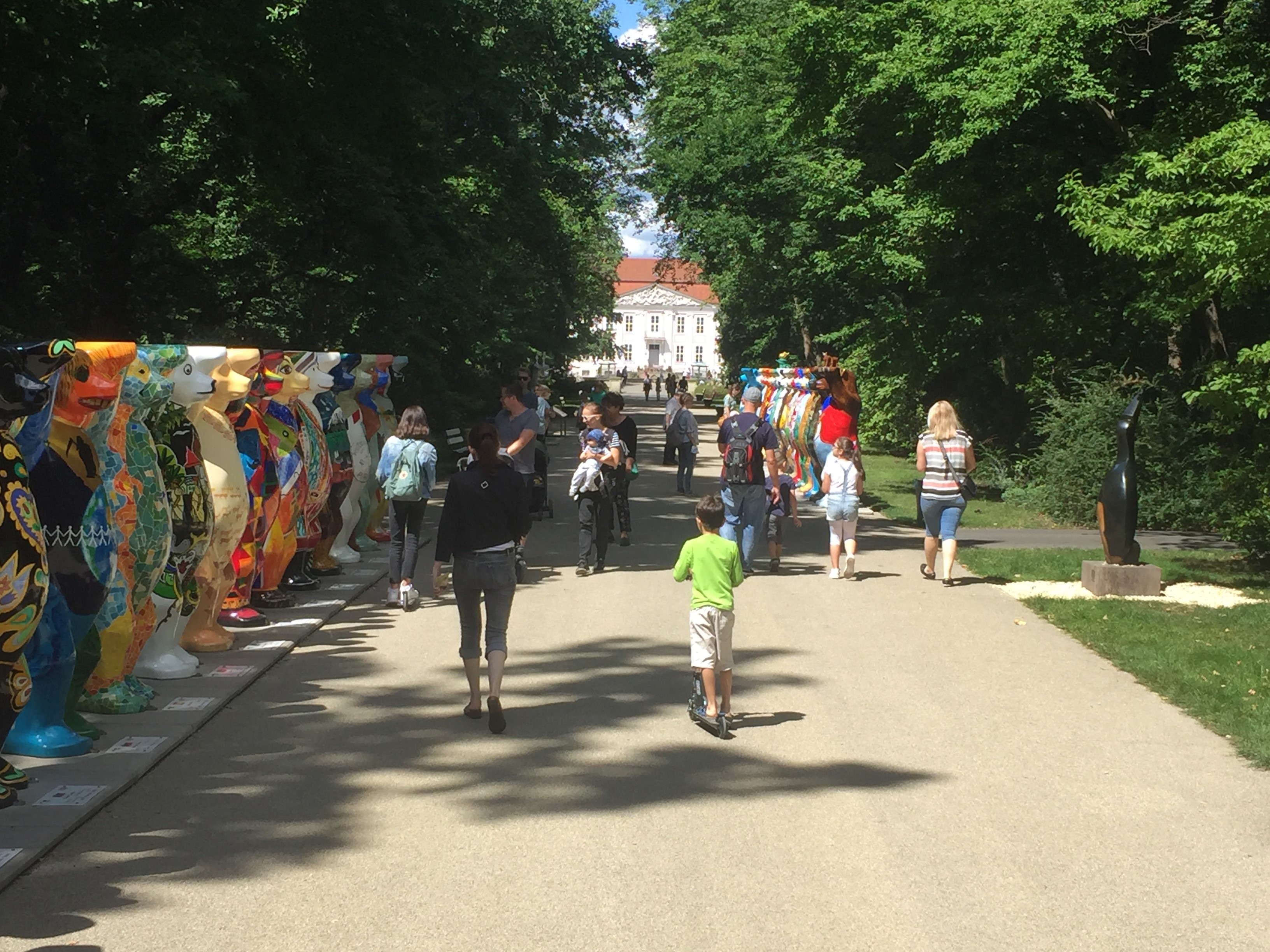
Berlini Állatpark 2020 - 2023
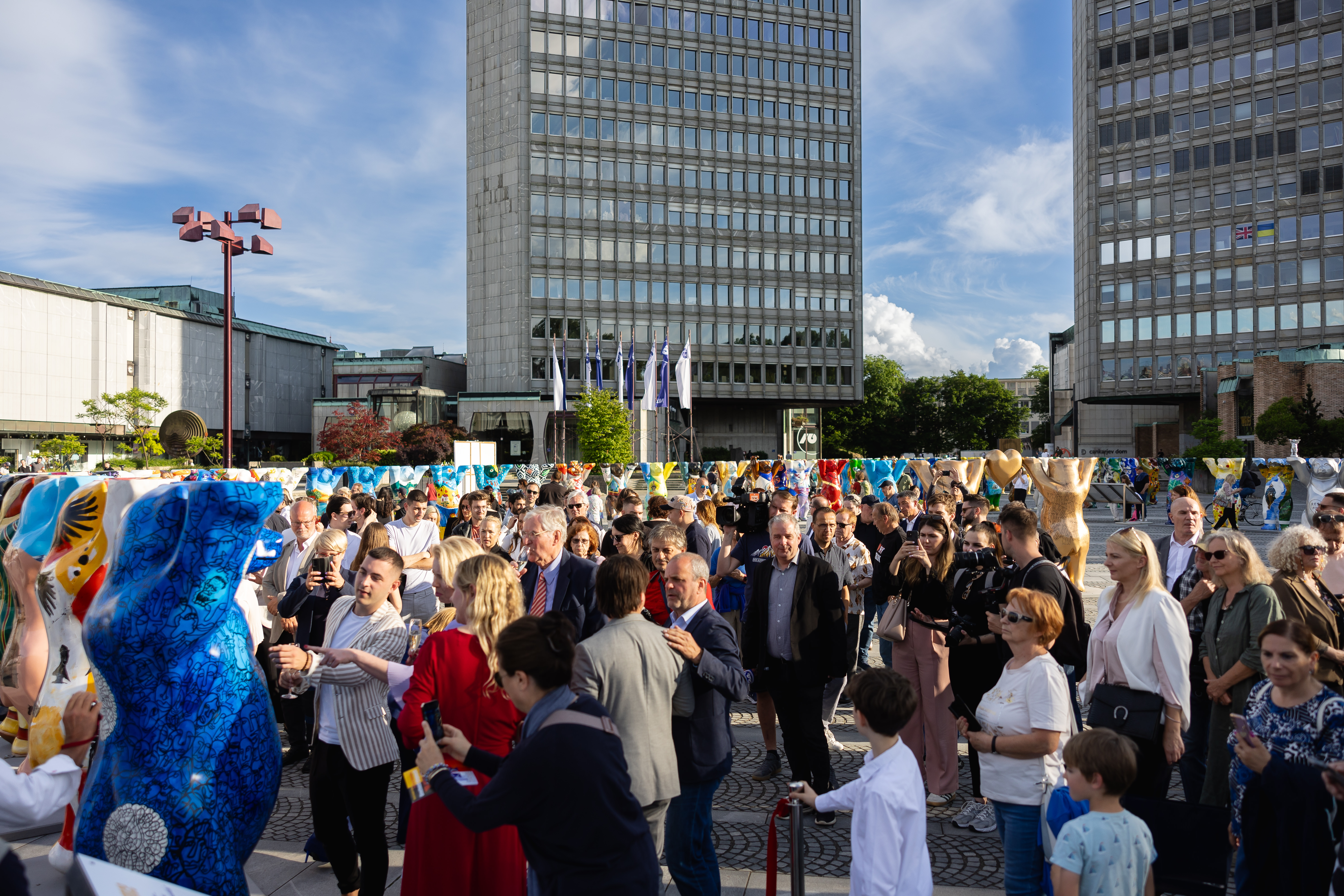
Ljubljana 2024